# Podlesie (przystanek kolejowy)
Podlesie – przystanek kolejowy w Podlesiu, w województwie śląskim, w Polsce. Obsługuje lokalny ruch pasażerski do Kielc, Włoszczowy i Częstochowy.

## Ruch pasażerski
| Rok  | Wymiana pasażerska na dobę |
| ---- | -------------------------- |
| 2017 | 50-99                      |
| 2022 | 50-99                      |